# Anepsicus brunneus
Anepsicus brunneus is een keversoort uit de familie platsnuitkevers (Salpingidae). De wetenschappelijke naam van de soort werd in 1900 gepubliceerd door David Sharp.